# Fürth im Ostertal
Fürth ist ein Stadtteil von Ottweiler im Landkreis Neunkirchen im Saarland. Bis 1973 war Fürth eine eigenständige Gemeinde.

## Geographie
Das frühere Bergmannsbauerndorf liegt im Ostertal an der heutigen Museumsbahnstrecke der Ostertalbahn und zählt etwa 1400 Einwohner.

### Klima

Niederschlagsdiagramm

Der Jahresniederschlag beträgt 809 mm und liegt damit im mittleren Drittel der von den Messstellen des Deutschen Wetterdienstes erfassten Werte. 65 % zeigen niedrigere Werte an. Der trockenste Monat ist der April; am meisten regnet es im November. Im niederschlagreichsten Monat fällt ca. 1,4 mal mehr Regen als im trockensten Monat. Die jahreszeitlichen Niederschlagschwankungen liegen im unteren Drittel. In nur 2 % aller Orte schwankt der monatliche Niederschlag weniger.

## Geschichte
An der Furt, die dem Ort den Namen gab, querte in der Antike ein Handelsweg von Argentoratum nach Augusta Treverorum die Oster, jedoch ist keine römische Besiedlung nachgewiesen. Die Siedlung gehörte bis 1334 anteilig zur Grafschaft Saarwerden und anteilig zur Herrschaft Kirkel. 1334 verkaufte Graf Friedrich von Saarwerden seinen Anteil an Fürth dem Erzbischof Balduin von Trier und 1336 verpfändete er ihm Güter zu Fürth und andernorts. Im 15. Jahrhundert gehörten Dörrenbach, Fürth und Lautenbach anteilig zur Herrschaft Kirkel. In der ersten Hälfte des 16. Jahrhunderts konnte Nassau-Saarbrücken durch „Tausch und andere Verträge“ die beiden Anteile wieder in einer Hand vereinen.
Am 1. Januar 1974 wurde die Gemeinde Fürth im Zuge der Gebiets- und Verwaltungsreform im Saarland in die Stadt Ottweiler eingegliedert.

## Infrastruktur
In Fürth gibt es drei Kirchen: eine katholische, eine evangelische (Evangelische Kirche im Rheinland) sowie eine evangelisch-lutherische (Selbständige Evangelisch-Lutherische Kirche).
Die Gemeinden nutzen Kirchengebäude aus dem 20. Jahrhundert. Neben einem städtischen Kindergarten war in Fürth eine Grundschule, die 2016 geschlossen wurde.
In Fürth gibt es eine Nahwärmeversorgung, die seit 2015 von der Energiegenossenschaft Fürth eG betrieben wird. Ziel der Genossenschaft ist die lokale und ökologische Versorgung der Bevölkerung mit Wärme. Das Leitungsnetz umfasst rund 16,5 km und versorgt etwa 250 Haushalte in Fürth und Dörrenbach.
Die Wärme wird überwiegend aus zwei Biogasanlagen sowie einem Blockheizkraftwerk, einem Hackschnitzel- und einem Pelletkessel erzeugt. Durch die Nutzung erneuerbarer Energien sollen fossile Brennstoffe ersetzt und CO₂-Emissionen reduziert werden.

## Verkehr
Fürth liegt an der Bundesstraße 420 von Ottweiler nach Nierstein am Rhein und ist über Autobahn von der Kreisstadt Neunkirchen (A 6 und A 8) aus erreichbar. Der Bahnhof ist inzwischen stillgelegt, jedoch dient die Ostertalbahn Ottweiler – Schwarzerden heute als Museumsbahn.

## Sehenswertes

### „Römerturm“

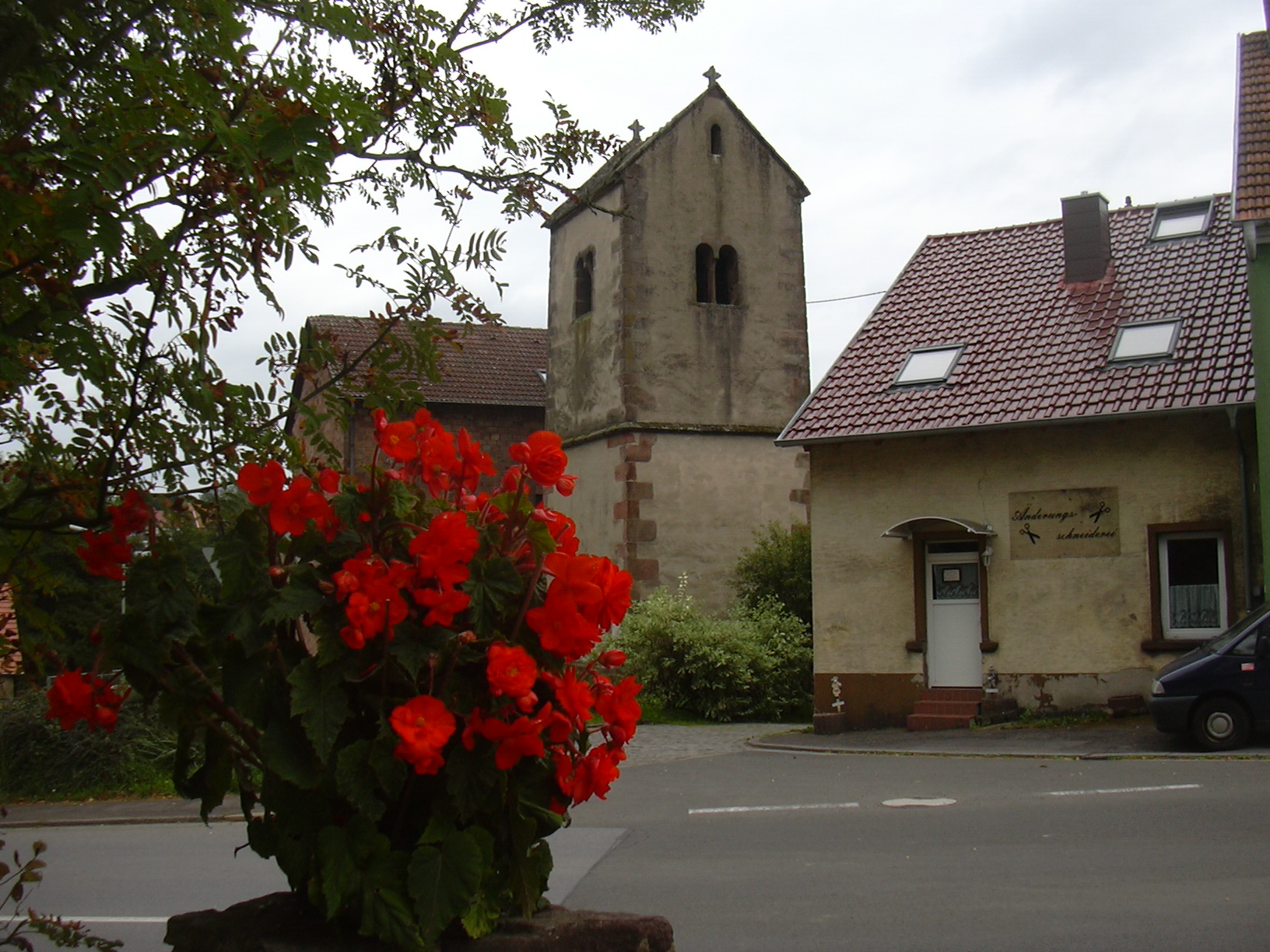
Mittelalterlicher Kirchturm

Der „Alte Turm“ ist ein spätgotischer Satteldachturm mit möglicherweise romanischem Sockelgeschoss eines nicht mehr vorhandenen mittelalterlichen Kirchengebäudes. Er wird im Ort „Römerturm“ genannt, was historisch irreführend ist.
Die Pfarrei Fürth verlor 1637 – mitten im Dreißigjährigen Krieg – ihre Selbstständigkeit und wurde der Pfarrei Dörrenbach eingegliedert. Dort gab (und gibt es noch heute) eine Kirche mit einem sehr ähnlichen Turm, mutmaßlich vom gleichen Baumeister. Das durch Kriegsschäden stark mitgenommene Gebäude in Fürth wurde mangels Nutzung in dem entvölkerten Ort nicht mehr saniert. Die Kirche verfiel im 18. Jahrhundert. Im 19. Jahrhundert wurde die Kirche abgebrochen, der Friedhof eingeebnet und auf dem Kirchengrundstück eine Schule gebaut, die nach dem Umbau als Wohnhaus heute in Privatbesitz ist. Der „Alte Turm“ wurde 1989–1994 restauriert.
Der Turm ist in verputztem Bruchsteinmauerwerk mit Eckquadern ausgeführt. Im Obergeschoss sind noch die gekuppelten Rundbogenfenster mit kleinem Pfeiler erhalten. Die kleine Tür an der Ostseite führte früher ins Kirchenschiff.

### „Römerbrücke“
Die „Alte Brücke“ über die Oster stammt aus der Frühen Neuzeit (um 1550). Sie wird im Ort „Römerbrücke“ genannt, was historisch irreführend ist. Sie ist in Sandsteinquadern ausgeführt und hat 4 Bogen. Mit dem Neubau einer parallelen Straßenbrücke in den 1930er Jahren verlor sie ihre Funktion. 1999 wurde sie anlässlich des Neubaus der Straßenbrücke saniert und dient seither als Fußgängerbrücke. Durch die Überbauung als Fußgängerweg mit Geländer und die unmittelbare Nähe zur modernen Straßenbrücke, über die der Autoverkehr fließt, hat sie ihren ursprünglichen Charakter verloren. 2014 wurde die „Alte Brücke“ auf private Initiative hin mit einer historisierenden Statue des hl. Nepomuk versehen.

### Werns Mühle

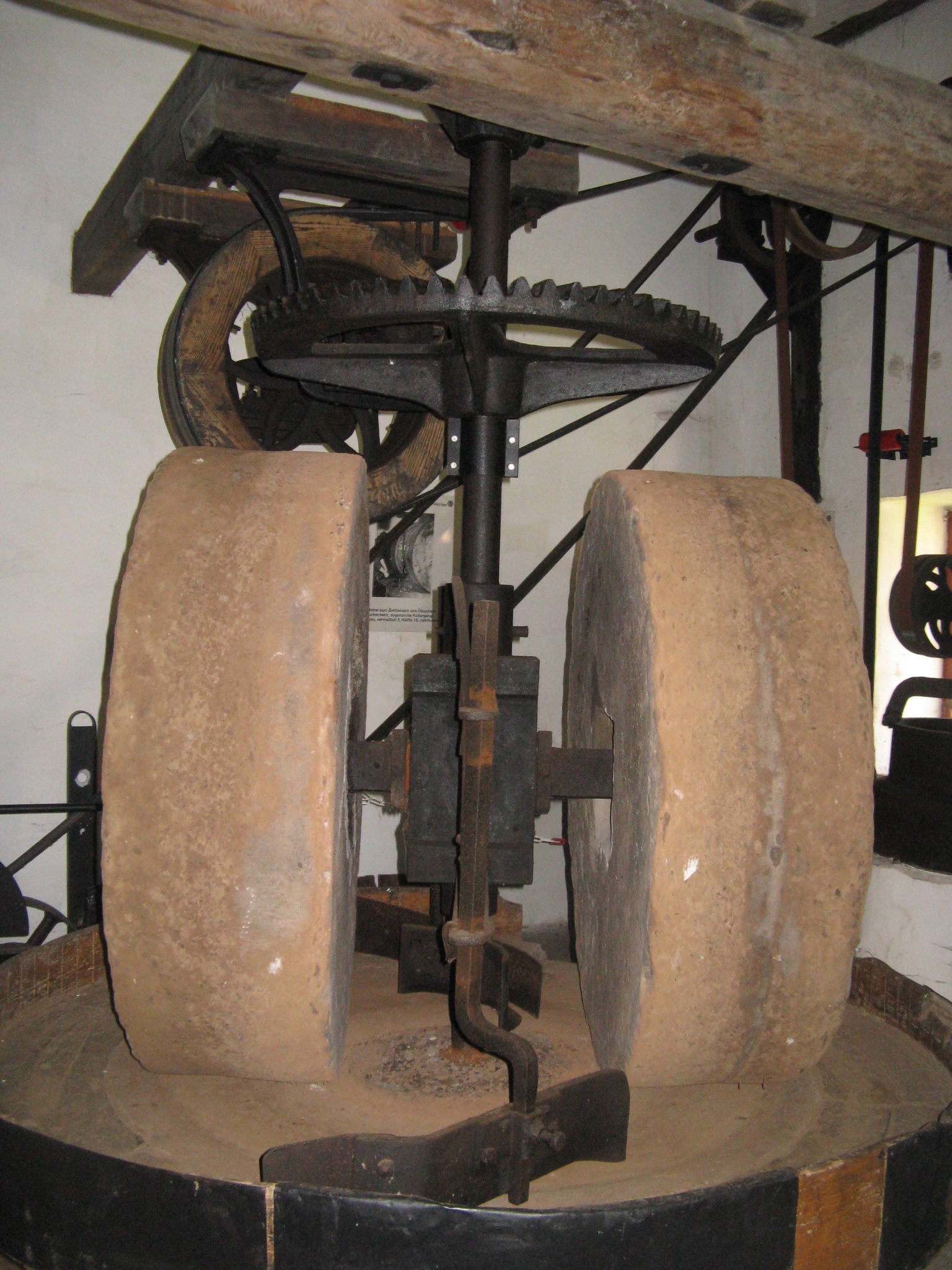
Ölmühle: Kollergang (1922)

Die ehemalige Ölmühle von 1841 am südlichen Ortsausgang, die bis 1959 in Betrieb war, wurde 1990 zum Museum ausgebaut und enthält Originaldokumente zur Gründung und aus der Geschichte der Mühle sowie Verpackungen der dort hergestellten Produkte (hauptsächlich Rapsöl, zudem Senf-, Leindotter- und Hanfnudeln). Sie war Mitte des 20. Jahrhunderts eine der größten Ölmühlen an der Saar. Da sie nur zur Rapssaison (2 Monate im Jahr) in Betrieb war, lebte die Müllerfamilie Wern bis in die 1950er Jahre zusätzlich von der Landwirtschaft und zudem 1902 bis 1980 von der Gastronomie. Die Gaststätte im durch Umbau veränderten historischen Gebäude von 1877 kann heute noch für Veranstaltungen gebucht werden. Aus dem historischen Inventar sind ein Kollergang von 1922 und ein mittelschlächtiges Wasserrad von 1920 erhalten.

## Mühlenpfad

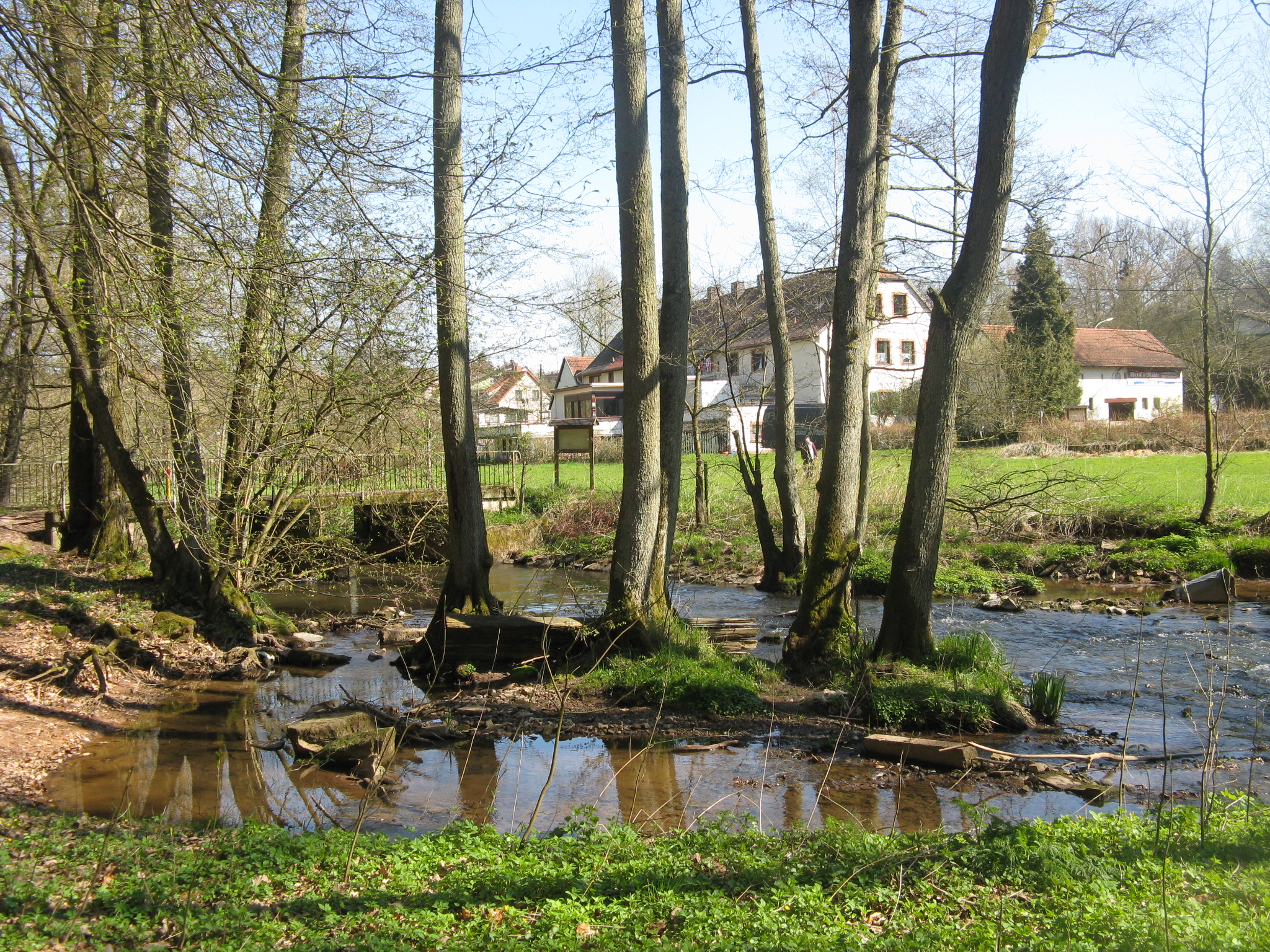
Flussaue der Oster an der Ölmühle

Die Tourismus- und Kulturzentrale des Landkreises Neunkirchen eröffnete 2009, ausgehend von der Ölmühle, zur Förderung des Wandertourismus im St. Wendeler Land eine Rundwanderroute (9 km) entlang der Flussaue der Oster mit Überquerung des Steinbach-Kerbtals mit Kaskade über die Felsen sowie entlang des Lautenbachs über die zwischen beiden Wasserläufen stehenden Hügel mit Aussichtspunkten auf den Höcherberg sowie den Ort Fürth zurück zum Ausgangspunkt (Premiumwanderweg Ottweiler-Fürth). Die Osteraue ist ein Auwald mit Weich- und Hartholz, im seichten Wasser leben Teichmolch, Erdkröte, Bergmolch und Grasfrosch.

## Lokalpolitik
Ortsvorsteher des Stadtteiles ist Pascal Keip (SPD), vertreten wird er von Uwe Trautmann (ebenfalls SPD).
Dem Ortsrat gehören neun Mitglieder an, fünf von der SPD, vier von der CDU.

## Belege
1. 1 2  Stadt Ottweiler, Haushalt 2015 (PDF, 4,03 MB)
2. ↑  Regesta Imperii Online, RI XI,2 n. 8285 und RI XIII H. 5 n. 84.
3. ↑  Philipp Casimir Heintz: Das ehemalige Fürstenthum Pfaltz-Zweibrücken und seine Herzoge, 1. Teil, München 1833, S. 163. Online
4. ↑  Statistisches Bundesamt (Hrsg.): Historisches Gemeindeverzeichnis für die Bundesrepublik Deutschland. Namens-, Grenz- und Schlüsselnummernänderungen bei Gemeinden, Kreisen und Regierungsbezirken vom 27.5.1970 bis 31.12.1982. W. Kohlhammer, Stuttgart / Mainz 1983, ISBN 3-17-003263-1, S. 805 (Statistische Bibliothek des Bundes und der Länder [PDF; 41,1 MB]).
5. ↑  Energiegenossenschaft Fürth eG: Energiegenossenschaft Fürth eG. Abgerufen am 20. Juli 2025.